# Fort Charlotte (Shetland)

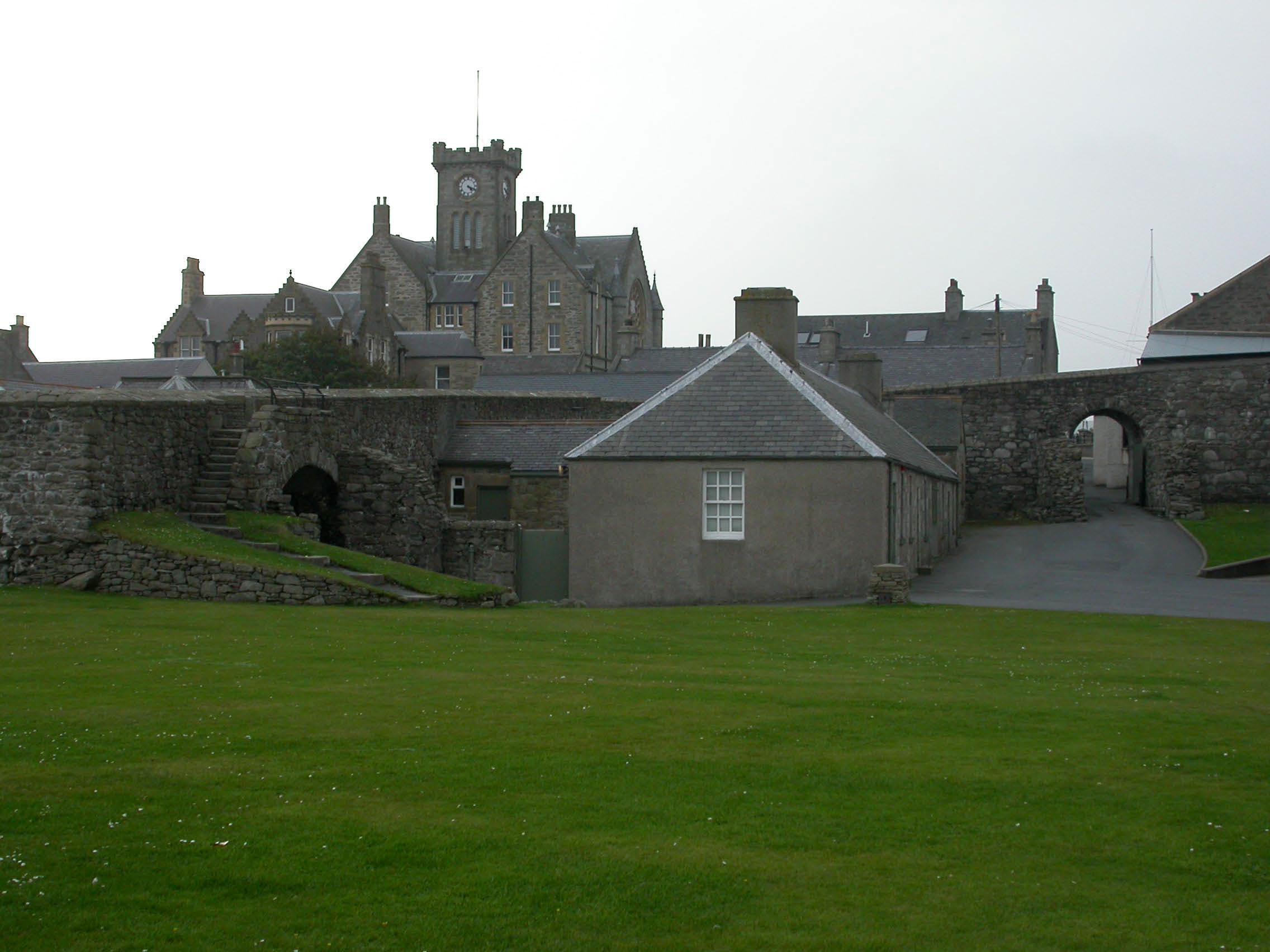
Fort Charlotte

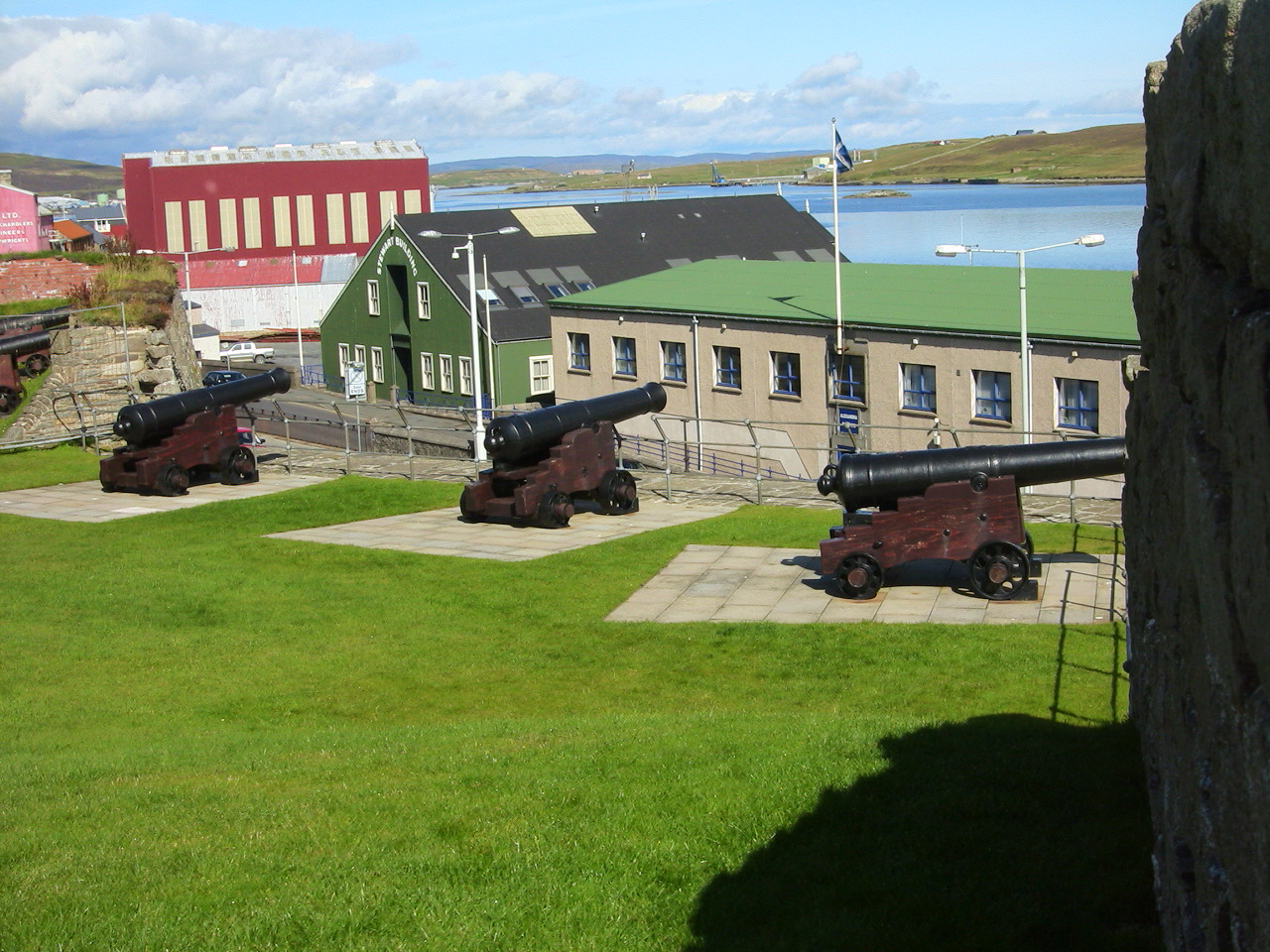
Zur See gerichtete Kanonen

Fort Charlotte ist eine Festung in der schottischen Stadt Lerwick auf der Shetlandinsel Mainland. 1971 wurde das Bauwerk in die schottischen Denkmallisten in der höchsten Kategorie A aufgenommen. Außerdem ist es als Scheduled Monument klassifiziert. Die Festung überblickt den Bressay Sound, der Mainland von der Nachbarinsel Bressay abgrenzt.

## Geschichte
Die älteste bekannte Festung an diesem Ort stammt aus den 1650er Jahren und somit aus der Zeit des Ersten Englisch-Niederländischen Kriegs. Bei Ausbruch des Zweiten Englisch-Niederländischen Kriegs 1665 ordnete König Karl II. den Ausbau der Festung an. 1667 gelang es den Niederländern nicht, die Festung einzunehmen. Bei der Schlacht um Lerwick im Dritten Englisch-Niederländischen Krieg brannten niederländische Truppen das Bauwerk 1673 nieder. Das Fort wurde im Vorjahr aufgegeben, sodass es ohne nennenswerte Gegenwehr eingenommen werden konnte.
1781 ließ Georg III. die Festung wieder aufbauen und benannte sie nach seiner Frau, Königin Sophie Charlotte von Mecklenburg-Strelitz. Ob das Bauwerk noch vor dem Friedensverträgen von Versailles von 1783 fertiggestellt wurde, ist nicht geklärt. Während der Koalitionskriege war Fort Charlotte bemannt, es fand dort jedoch kein Angriff statt. Zwischen 1837 und 1875 waren in dem Bauwerk das Gericht mit einem Gefängnis untergebracht. Später beherbergte es das Zollhaus, die Küstenwache und wurde als Ausbildungsort der Royal Naval Reserve verwendet, die dort auch ein Depot unterhielt.